# Graduater 〜グラディエーター〜
「Graduater」は、椎名へきるの9枚目のシングル。

## 概要
- ライブではリリース前から既に定番で[1]、ファンの2年越しのラブ・コールを受けて遂にCD化された[1]。タイトルどおり受験・卒業シーズンにぴったりの青春応援歌[1]。

- 5thアルバム『Baby blue eyes』からの先行シングルカット楽曲でもある、なおカップリングの「晴れのちI Miss You」はアルバムには収録されていない。

- ギターでDAITA（from SIAM SHADE[2]）が参加。

- 作曲のTACOS NAOMIも2014年にリリースした自身のアルバム『WORKS』にてこの楽曲をセルフカバーしている[3]。

## 収録曲
1. Graduater
  - 作詞：アキレスKEN、作曲：TACOS NAOMI、編曲：大坪稔明
2. 晴れのち I Miss You
  - 作詞：嘉藤英幸、作曲：上野浩司、編曲：大坪稔明
3. Graduater（オリジナル・カラオケ）
4. 晴れのち I Miss You（オリジナル・カラオケ）